# Giacomo Cacciatore
Giacomo Cacciatore (Polistena, 26 novembre 1967) è uno scrittore e saggista italiano.

## Biografia
Nato in provincia di Reggio Calabria, vive da sempre a Palermo. Laureato in Lingue e Letterature straniere, ha collaborato per anni come narratore con l'edizione siciliana de La Repubblica. Dirige, con Raffaella Catalano, la collana Le dalie nere per Ianieri Edizioni e, sempre con Raffaella Catalano collabora come editor con Vallecchi.
I suoi racconti, oltre che su varie riviste, fra le quali Segno e Diario, sono stati pubblicati in due raccolte (Nostra signora dei sospiri e Palermo amore e coltelli) e in alcune antologie, tra cui Portes d'Italie (Flevue Noir, 2001), 14 colpi al cuore (Arnoldo Mondadori Editore, 2002), Duri a morire (Dario Flaccovio, 2003) Fotofinish (Edizioni Ambiente, 2007/Einaudi, 2011) coautori Gery Palazzotto e Valentina Gebbia.
Con il saggio Il terrorista dei generi - Tutto il cinema di Lucio Fulci (editore Un mondo a parte, 2004) scritto insieme a Paolo Albiero, ha vinto il Premio Efebo d'Oro speciale 2005 per il miglior libro di cinema. Il suo romanzo d'esordio, L'uomo di spalle (Dario Flaccovio, 2005) – una storia edipica che al tema del rapporto tra madre e figlio unisce un omaggio-oltraggio ai vari generi letterari e cinematografici amati dall'autore – è uscito anche in Francia per i tipi della casa editrice Payot & Rivages ("L'homme de dos", traduzione di Françoise Brun).
Del 2007 è il suo secondo romanzo, Figlio di Vetro (Einaudi), una storia di "formazione" che racconta il conflitto tra un padre e un figlio sullo sfondo della Palermo degli anni settanta e delle guerre di mafia. Figlio di Vetro, finalista ai premi Domenico Rea, Città di Siderno, Alziator e Corrado Alvaro 2007, è stato pubblicato anche in Germania dall'editore Rowohlt (Der Sohn, traduzione di Judith Schwaab), in Francia da Liana Levi (Parle plus bas, traduzione di Françoise Brun) e in Spagna da 451editores (traduzione di Patricia Orts). Del 2008 è la partecipazione di Cacciatore al secondo volume dell'antologia Anime nere (Oscar Mondadori, a cura di Alan D. Altieri) intitolata Anime nere reloaded. Segue, nel 2009, la regia della docufiction Il mago dei soldi (Novantacento), scritto e sceneggiato con Raffaella Catalano e Gery Palazzotto. Sempre nel 2009 Giacomo Cacciatore partecipa all'antologia "Bad Prisma" (Arnoldo Mondadori Editore, collana Epix). Nel giugno del 2010 esce "Salina. La sabbia che resta" (Dario Flaccovio), romanzo scritto a sei mani con Raffaella Catalano e Gery Palazzotto, mentre il 2012 vede l'uscita di "La città incredibile" (editore Novantacento), antologia di dieci anni di suoi racconti per riviste e giornali. Dell'ottobre del 2014 è la pubblicazione del suo romanzo La differenza, edito da Meridiano Zero. Tratta da quest'ultimo, è andata in scena, al teatro Biondo di Palermo, l'omonima riduzione teatrale diretta dallo stesso Cacciatore.  Nel 2015 è uscita la seconda edizione, riveduta e ampliata, de "Il terrorista dei generi" (Edizioni Leima, Palermo). Sempre nel 2015 esce il romanzo "Se tornasse Natale" edito da Baldini&Castoldi. 
Nel 2016 è la volta del film "Il bambino di Vetro", diretto da Federico Cruciani e liberamente tratto da "Figlio di Vetro", che vede Cacciatore tra gli sceneggiatori. La pellicola è in concorso per il premio David di Donatello edizione 2017.
In uscita a ottobre 2017 la sua prima "non fiction novel": Uno sbirro non lo salva nessuno (Dario Flaccovio Editore), basata su un celebre fatto di cronaca realmente accaduto a Palermo negli anni ottanta e su relativi documenti processuali. Il 2018 è la volta di "Corpo a corpo" (Ianieri Editore), disfida letteraria scritta a quattro mani con Alessandro Savona.  A marzo del 2019 "Piccola italiana" (Fernandel) romanzo ambientato nel periodo fascista.
È accreditato dal dizionario Treccani come l'inventore del neologismo "Camillerismo".

## Opere letterarie

### Romanzi
- L'uomo di spalle, Dario Flaccovio, Palermo 2005.
- Figlio di vetro, Einaudi, Torino 2007.
- Salina. La sabbia che resta, con Raffaella Catalano e Gery Palazzotto, Flaccovio, Palermo 2010.
- La differenza, Meridiano Zero, Bologna 2014.
- Se tornasse Natale, Baldini & Castoldi, Milano 2015.
- Uno sbirro non lo salva nessuno, Flaccovio, Palermo 2017.
- Piccola italiana, Fernandel, Ravenna 2019.
- Vite senza Gloria, con Giuseppe Pizzo, Leima, Palermo 2023.
- A Salina il vento cambia, con Raffaella Catalano, Leima, Palermo 2023.

### Racconti
- Palermo, amore e coltelli. Storie minime, raccolta di racconti, Ila-Palma, Palermo/San Paolo 2002.
- L'abbaglio in 14 colpi al cuore, racconto, Mondadori, Milano 2002.
- Tagliata per la grande città in Anime nere reloaded, racconto, Mondadori, Milano 2008.
- Fotofinish, con Gery Palazzotto e Valentina Gebbia, raccolta di racconti, Verdenero/Edizioni Ambiente, Milano 2007; Einaudi, Torino 2011.
- Il tratto nero in Bad Prisma, racconto, Mondadori, Milano 2009
- La città incredibile. Racconti tra il vero e il probabile, raccolta di racconti, Novantacento, Palermo 2012.
- Corpo a corpo, con Alessandro Savona, raccolta di racconti, Ianieri Edizioni, Pescara 2018.

### Saggi
- Il terrorista dei generi. Tutto il cinema di Lucio Fulci, con Paolo Albiero, Leima, Palermo 2011.
- Il mago dei soldi, con Raffaella Catalano e Gery Palazzotto, docufiction, Novantacento, Palermo 2009.

## Filmografia
- 2016, Il bambino di vetro, tratto da Figlio di vetro, diretto da Federico Cruciani, sceneggiato da Giacomo Cacciatore e Federico Cruciani.

## Teatro
- 2015, La differenza, adattamento e regia di Giacomo Cacciatore.